# Стірлінг-Сіті (Каліфорнія)
Стірлінг-Сіті (англ. Stirling City) — переписна місцевість (CDP) в США, в окрузі Б'ютт штату Каліфорнія. Населення — 284 особи (2020).

## Географія
Стірлінг-Сіті розташований за координатами 39°54′42″ пн. ш. 121°32′5″ зх. д. / 39.91167° пн. ш. 121.53472° зх. д. (39.911793, -121.534756).  За даними Бюро перепису населення США в 2010 році переписна місцевість мала площу 3,05 км², з яких 3,05 км² — суходіл та 0,00 км² — водойми.

### Клімат
| Клімат : Стірлінг-Сіті  | Клімат : Стірлінг-Сіті | Клімат : Стірлінг-Сіті | Клімат : Стірлінг-Сіті | Клімат : Стірлінг-Сіті | Клімат : Стірлінг-Сіті | Клімат : Стірлінг-Сіті | Клімат : Стірлінг-Сіті | Клімат : Стірлінг-Сіті | Клімат : Стірлінг-Сіті | Клімат : Стірлінг-Сіті | Клімат : Стірлінг-Сіті | Клімат : Стірлінг-Сіті | Клімат : Стірлінг-Сіті |
| Показник                | Січ.                   | Лют.                   | Бер.                   | Квіт.                  | Трав.                  | Черв.                  | Лип.                   | Серп.                  | Вер.                   | Жовт.                  | Лист.                  | Груд.                  | Рік                    |
| Абсолютний максимум, °C | 27,8                   | 27,8                   | 30,6                   | 34,4                   | 36,1                   | 42,2                   | 42,8                   | 44,4                   | 41,1                   | 38,9                   | 32,2                   | 30,0                   | 44,4                   |
| Середній максимум, °C   | 10,6                   | 12,4                   | 14,8                   | 18,3                   | 22,8                   | 27,7                   | 32,3                   | 31,7                   | 28,4                   | 22,4                   | 15,1                   | 10,9                   | 20,7                   |
| Середній мінімум, °C    | −0,2                   | 0,6                    | 1,6                    | 3,6                    | 6,7                    | 10,1                   | 12,8                   | 12,1                   | 9,9                    | 6,4                    | 2,4                    | 0,2                    | 5,5                    |
| Абсолютний мінімум, °C  | −18,9                  | −11,7                  | −10                    | −8,9                   | −6,1                   | −0,6                   | 3,9                    | −2,2                   | −1,1                   | −7,2                   | −9,4                   | −15                    | −18,9                  |
| Норма опадів, мм        | 310                    | 284                    | 218                    | 122                    | 64                     | 25                     | 3                      | 5                      | 23                     | 89                     | 193                    | 297                    | 1882                   |
| ----------------------- | ---------------------- | ---------------------- | ---------------------- | ---------------------- | ---------------------- | ---------------------- | ---------------------- | ---------------------- | ---------------------- | ---------------------- | ---------------------- | ---------------------- | ---------------------- |
| Джерело: Weatherbase    |                        |                        |                        |                        |                        |                        |                        |                        |                        |                        |                        |                        |                        |

## Демографія
Згідно з переписом 2010 року, у переписній місцевості мешкало 295 осіб у 117 домогосподарствах у складі 75 родин. Густота населення становила 97 осіб/км².  Було 151 помешкання (49/км²).
Расовий склад населення:
| - 89,5 % — білих - 3,7 % — корінних американців - 0,3 % — чорних або афроамериканців |

До двох чи більше рас належало 6,1 %. Частка іспаномовних становила 5,8 % від усіх жителів.
За віковим діапазоном населення розподілялося таким чином: 25,8 % — особи молодші 18 років, 59,3 % — особи у віці 18—64 років, 14,9 % — особи у віці 65 років та старші. Медіана віку мешканця становила 41,1 року. На 100 осіб жіночої статі у переписній місцевості припадало 107,7 чоловіків;  на 100 жінок у віці від 18 років та старших — 104,7 чоловіків також старших 18 років.
За межею бідності перебувало 53,4 % осіб, у тому числі 100,0 % дітей у віці до 18 років та 0,0 % осіб у віці 65 років та старших.
Цивільне працевлаштоване населення становило 32 особи. Основні галузі зайнятості: виробництво — 75,0 %, транспорт — 25,0 %.